# Lescar
Lescar es una ciudad francesa del sudoeste del país, ubicada en el departamento de los Pirineos Atlánticos (64), en la región de Aquitania. Forma parte de la aglomeración de Pau. Según el censo de 2004, tiene 9.439 habitantes.

## Demografía
| 1 948 | 1 710 | 1 611 | 1 781 | 2 096 | 1 938 | 2 014 | 1 940 | 1 877 | 1 776 | 1 827 | 1 807 | 1 855 | 1 791 | 1 794 | 1 645 | 1 630 | 1 554 | 1 522 | 1 482 | 1 471 | 1 661 | 1 871 | 1 750 | 1 576 | 1 855 | 2 194 | 2 953 | 4 164 | 5 186 | 5 793 | 8 191 | 9 749 |
| Para los censos de 1962 a 1999 la población legal corresponde a la población sin duplicidades (Fuente: INSEE [Consultar]) |       |       |       |       |       |       |       |       |       |       |       |       |       |       |       |       |       |       |       |       |       |       |       |       |       |       |       |       |       |       |       |       |

## Historia
En el año 844 los vikingos arrasan la ciudad de Beneharnum, en el sudoeste de la actual Francia. Antigua capital de la tribu de los Venarni, elevada al rango de ciudad romana en el siglo III con el nombre de Civitas Beneharnensium, la villa ocupaba una colina estratégicamente situada entre la llanura aquitana y los Pirineos.
Pasará más de un siglo hasta que las ruinas vuelvan a ser habitadas: a finales del siglo X se establece allí un monasterio . Poco después empieza a desarrollarse en la cima de la colina una auténtica ciudad, bautizada Lescar, a cuyo frente se sitúa un obispo que tiene por diócesis todo Bearn, que en esta época se convierte en un vizcondado autónomo con capital en Morlaas. En 1062 se consagra la primera catedral de Lescar, parada obligada para los peregrinos que se dirigen a Compostela procedentes de Italia y del sur de Francia. Es el llamado camino de Arlés, que cruza a España por el puerto de Somport.
Las crónicas cuentan que en 1101 el señor feudal local, Gastón IV, vuelve triunfante de las Cruzadas tras haberse ilustrado en la toma de Jerusalén. En 1115 accede al obispado de Lescar el enérgico Guido de Lons, que cinco años más tarde inicia las obras de una nueva catedral, la mayor realizada hasta la fecha en toda la región. Esto no le impedirá sacar tiempo para ir a guerrear al otro lado de los Pirineos, en España. Aliados Gastón IV de Béarn y Alfonso I de Aragón, los dos pequeños estados pirenaicos consiguen en 1118 apoderarse de Zaragoza. Guido muere en 1141 pero las obras continúan hasta ya entrado el siglo XIII.
El ascenso fulgurante de Aragón acaba tragándose a Bearn, que pasa a órbita aragonesa en 1154. Entretanto los sucesivos obispos de Lescar terminarán la catedral y añadirán a su alrededor una serie de edificios entre los que resalta el palacio-castillo episcopal del siglo XIV. Sus fuertes muros y altas torres vienen a ser la ciudadela de Lescar que, cercada de murallas, se convierte en una auténtica fortaleza. Es la época de gloria de Lescar, apodada “ciudad del siete” porque, según la leyenda, poseía 7 iglesias, 7 puertas, 7 torres, 7 molinos, 7 fuentes, 7 bosques y 7 viñedos.
El vizcondado de Béarn (unido al condado de Foix desde 1286) se dedica en estos siglos por un lado a luchar continuamente con su eterno rival el condado de Armagnac y por otro lado a afirmar su autonomía tanto respecto del reino de Francia como de la corona anglo-aquitana. 
Hacia el final de la Edad Media Lescar pierde la capitalidad política de la región. Cuando en 1347 el príncipe Gastón III Febus proclama la soberanía de Foix-Bearn respecto a Francia e Inglaterra lo hace en Orthez , a unos 25 km de Lescar. A finales del siglo XV este condado semiindependiente pasa al patrimonio del rey de Navarra. Tras complejas y trágicas vicisitudes, Navarra es conquistada y anexionada por Castilla a principios del siglo XVI. La familia real se refugia en sus posesiones trans-pirenaicas, estableciéndose en Pau y quedando Lescar definitivamente relegada a mera sede episcopal.
Las guerras de religión sacuden Francia a mediados del XVI y afectan especialmente a Bearn ya que la reina Juana de Albret instaura en Pau el calvinismo más exaltado. Los obispos de Lescar y Oloron serán los líderes de la oposición católica en esta época. La catedral de Lescar es saqueada y maltratada en 1569, cuando una invasión francesa-católica es repelida por una  contraofensiva bearnesa-calvinista.
Dos siglos más tarde la Revolución se ceba con Lescar. El palacio episcopal es asaltado y afectado a usos civiles. La catedral, reconvertida en Templo de la Razón, sufre graves daños. En 1801 el declive de Lescar queda oficializado al ser adscrita la comarca a la diócesis de Bayona. La catedral quedará reducida a simple parroquia en ruinas.
Tras una atonía de siglos, en el siglo XX Lescar ha renacido – como toda la comarca – gracias al descubrimiento en los años 50 de los vecinos yacimientos de gas de Lacq.  Hoy día el municipio de Lescar se ha convertido en un satélite residencial y comercial de Pau.

## Catedral

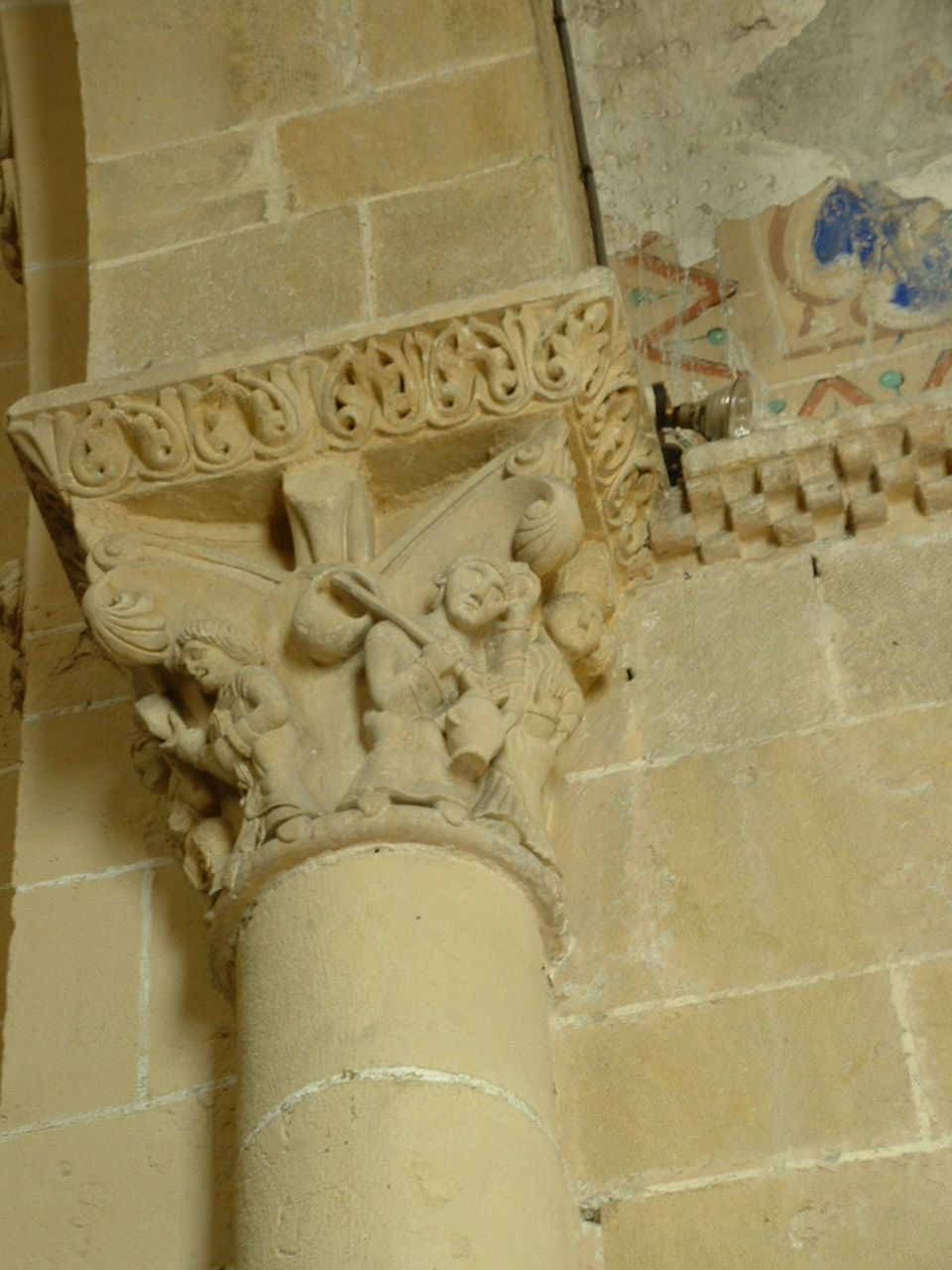
Capitel historiado.

La iglesia es de estilo románico y tiene planta basilical con 3 naves. La central es la más alta pero da la impresión de faltarle altura porque sus arcos no son de medio punto como los otros sino que están rebajados.
De la decoración, hay dos cosas que merece la pena destacar: los capiteles historiados y el mosaico. Hay un total de 19 capiteles historiados en la catedral, de motivos variados (pasajes bíblicos, animales entrelazados...). Algunos fueron retocados por los restauradores pero muchos conservan su frescura original.

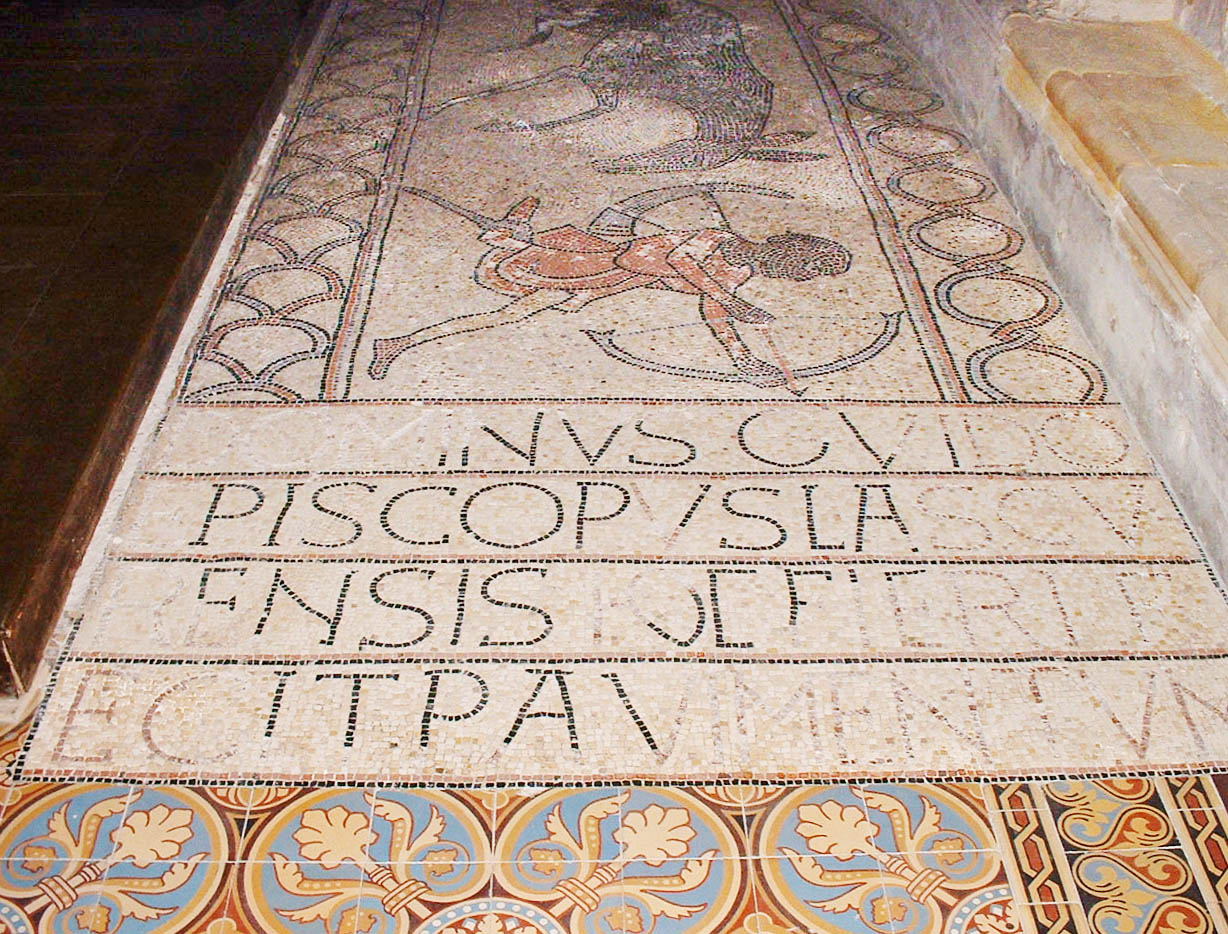
Vista parcial del mosaico.

En cuanto al mosaico, ocupa el suelo del ábside y es una obra de arte muy original. Está dividido en tres partes. A la izquierda aparece una escena de caza: dos leonas atacando a una gacela y un cazador luchando con un jabalí. A la derecha la composición es más enigmática: un burro y un lobo siguen a un arquero que parece apuntar a una presa que no vemos. El arquero está mutilado, le falta un pie, y se apoya por ello en una extraña prótesis que, según la guía de la catedral, utilizaban los médicos de al-Ándalus para los mutilados de guerra. El burro tiene aspecto cansado y va tirando del lobo, que avanza con la lengua fuera. Sobre el lobo aparece escrita una palabra de cinco letras cuyo significado se ignora. Entre las dos escenas de caza, en el centro del ábside, figuraban originalmente las armas de Guido de Lons. Esta parte se perdió durante el descubrimiento del mosaico, en el siglo XIX. A la derecha, abajo, aparece una inscripción: DOMINUS GVIDO EPISCOPVS LASCVRENSIS HOC FIERI FECIT PAVIMENTVM. Al parecer Guido de Lons solía cazar en España, lo cual explicaría tanto el motivo del mosaico como la prótesis del arquero.

El último aspecto relevante de la catedral es que contiene las tumbas de los últimos reyes de Navarra. Exiliados en Pau, estos reyes dejaron escrito en su testamento que querían reposar en Pamplona junto a sus predecesores pero que, entre tanto, serían enterrados en la catedral de Lescar. Sin embargo, no fue hasta 1929 que un sacerdote encontró las tumbas casi justo debajo del altar.
En una placa figuran los nombres de los “encontrados”, empezando por Francisco Febus (†1483) y acabando por Enrique II d’Albret (†1555). Su nieto, Enrique III, está enterrado en Saint-Denis (París) como Enrique IV, rey de Francia y Navarra. Curiosamente no aparece en la lista Blanca de Navarra, la esposa de Enrique IV de Castilla (hija de la otra Blanca de Navarra, esposa de Juan II de Aragón). Esta desdichada reina, traicionada por todos, renunció a su corona y acabó sus días encerrada en el cercano castillo de Orthez. Dejó escrito que quería que la enterrasen en la catedral de Lescar pero, hasta hoy, nadie ha encontrado sus restos.

## Otros monumentos
Del palacio episcopal sólo quedan en pie una torre (muy dañada) y una puerta fortificada. En parte de su solar se ubica hoy día el pequeño museo local, que alberga objetos de la época romana.
Las murallas son visibles en una gran parte, si bien no son las originales. Las actuales datan del siglo XVI.

## Ciudades hermanadas[4]
- Alfaz del Pi,  España
- Satão,  Portugal

## Fiestas
Fiestas locales, a finales de agosto

Festival de Artes Plásticas « Art en balade », a mediados de julio

Festival « Voix plurielles», a principios de octubre